# جیمی لین کورکیش
جیمی لین کورکیش (انگلیسی: Jamie Lynn Corkish؛ زادهٔ ۲۶ مهٔ ۱۹۸۴) تیرانداز اهل ایالات متحده آمریکا است.
وی در مسابقات کشوری و بین‌المللی در مجموع برندهٔ ۱ مدال طلا شده‌است.